# Raklosta
Raklosta (Bromópsis erécta) är en växtart i familjen gräs. Den liknar släktet Bromus, men är flerårig och har jordstam av varierande längd. Har tydliga borst och blad ej eller föga bredare än strået. 